# Parupeneus
Parupeneus is een geslacht van straalvinnige vissen uit de familie van zeebarbelen (Mullidae). Het geslacht is voor het eerst wetenschappelijk beschreven in 1863 door Bleeker.

## Soorten
De volgende soorten zijn bij het geslacht ingedeeld:
- Parupeneus barberinoides (Bleeker, 1852).
- Parupeneus barberinus (Lacépède, 1801)
- Parupeneus biaculeatus (Richardson, 1846)
- Parupeneus chrysonemus (Jordan & Evermann, 1903)
- Parupeneus chrysopleuron (Temminck & Schlegel, 1843)
- Parupeneus ciliatus (Lacépède, 1802)
- Parupeneus crassilabris (Valenciennes, 1831)
- Parupeneus cyclostomus (Lacépède, 1801)
- Parupeneus forsskali (Fourmanoir & Guézé, 1976)
- Parupeneus heptacanthus (Lacépède, 1802)
- Parupeneus indicus (Shaw, 1803)
- Parupeneus insularis (Randall & Myers, 2002)
- Parupeneus jansenii (Bleeker, 1856)
- Parupeneus louise (Randall, 2004)
- Parupeneus macronemus (Lacépède, 1801)
- Parupeneus margaritatus (Randall & Guézé, 1984)
- Parupeneus moffitti (Randall & Myers, 1993)
- Parupeneus multifasciatus (Quoy & Joseph Gaimard, 1824)
- Parupeneus orientalis (Fowler, 1933)
- Parupeneus pleurostigma (Bennett, 1831)
- Parupeneus porphyreus (Jenkins, 1903)
- Parupeneus posteli (Fourmanoir & Guézé, 1967)
- Parupeneus procerigena (Kim & Amaoka, 2001)
- Parupeneus rubescens (Lacépède, 1801)
- Parupeneus spilurus (Bleeker, 1854)
- Parupeneus trifasciatus (Lacépède, 1801)